# Resolutie 1213 Veiligheidsraad Verenigde Naties
Resolutie 1213 van de Veiligheidsraad van de Verenigde Naties werd unaniem door de VN-Veiligheidsraad aangenomen op 3 december 1998, en verlengde de MONUA-waarnemingsmissie in Angola met drie maanden.

## Achtergrond
Nadat Angola in 1975 onafhankelijk was geworden van Portugal keerden de verschillende onafhankelijkheidsbewegingen zich tegen elkaar om de macht. Onder meer Zuid-Afrika en Cuba bemoeiden zich in de burgeroorlog, tot ze zich in 1988 terugtrokken. De VN-missie UNAVEM I zag toe op het vertrek van de Cubanen. Een staakt-het-vuren volgde in 1990, en hiervoor werd de UNAVEM II-missie gestuurd. In 1991 werden akkoorden gesloten om democratische verkiezingen te houden die eveneens door UNAVEM II zouden worden waargenomen.

## Inhoud

### Waarnemingen
Nog steeds voerde UNITA de overblijvende taken in het Lusaka-Protocol, en in het bijzonder de volledige demobilisatie van haar troepen en de uitbreiding van het staatsbestuur naar heel het land, niet uit. Ook antwoordde haar leider niet op voorstellen om het vredesproces in ere te herstellen. Intussen had de impasse in dat proces ernstige gevolgen voor de bevolking en de veiligheid.

### Handelingen
De voornaamste oorzaak van de crisis in Angola en de impasse was dat UNITA haar verplichtingen niet nakwam. De Veiligheidsraad eiste dat die rebellenorganisatie zich onmiddellijk terugtrok uit de met militaire actie opnieuw bezette gebieden. Een militaire oplossing van het conflict was niet toelaatbaar. De ordehandhaving moest worden versterkt en de mensenrechten gerespecteerd. De humanitaire situatie bleef ook verergeren en het aantal ontheemden steeg. Vooral UNITA werd opgeroepen de veiligheid en werking van hulporganisaties te garanderen, te stoppen met het leggen van mijnen en de internationale wetten te respecteren. Ten slotte verlengde de Veiligheidsraad het mandaat van de MONUA-waarnemingsmissie tot 26 februari 1999.

## Verwante resoluties
- Resolutie 1195 Veiligheidsraad Verenigde Naties
- Resolutie 1202 Veiligheidsraad Verenigde Naties
- Resolutie 1219 Veiligheidsraad Verenigde Naties
- Resolutie 1221 Veiligheidsraad Verenigde Naties (1999)

Lijst ·  1147 ·  1148 ·  1149 ·  1150 ·  1151 ·  1152 ·  1153 ·  1154 ·  1155 ·  1156 ·  1157 ·  1158 ·  1159 ·  1160 ·  1161 ·  1162 ·  1163 ·  1164 ·  1165 ·  1166 ·  1167 ·  1168 ·  1169 ·  1170 ·  1171 ·  1172 ·  1173 ·  1174 ·  1175 ·  1176 ·  1177 ·  1178 ·  1179 ·  1180 ·  1181 ·  1182 ·  1183 ·  1184 ·  1185 ·  1186 ·  1187 ·  1188 ·  1189 ·  1190 ·  1191 ·  1192 ·  1193 ·  1194 ·  1195 ·  1196 ·  1197 ·  1198 ·  1199 ·  1200 ·  1201 ·  1202 ·  1203 ·  1204 ·  1205 ·  1206 ·  1207 ·  1208 ·  1209 ·  1210 ·  1211 ·  1212 ·  1213 ·  1214 ·  1215 ·  1216 ·  1217 ·  1218 ·  1219